# Stenocactus obvallatus
Stenocactus obvallatus är en kaktusväxtart som först beskrevs av Dc., och fick sitt nu gällande namn av Alwin Berger. Stenocactus obvallatus ingår i släktet Stenocactus och familjen kaktusväxter. Inga underarter finns listade i Catalogue of Life.

## Bildgalleri

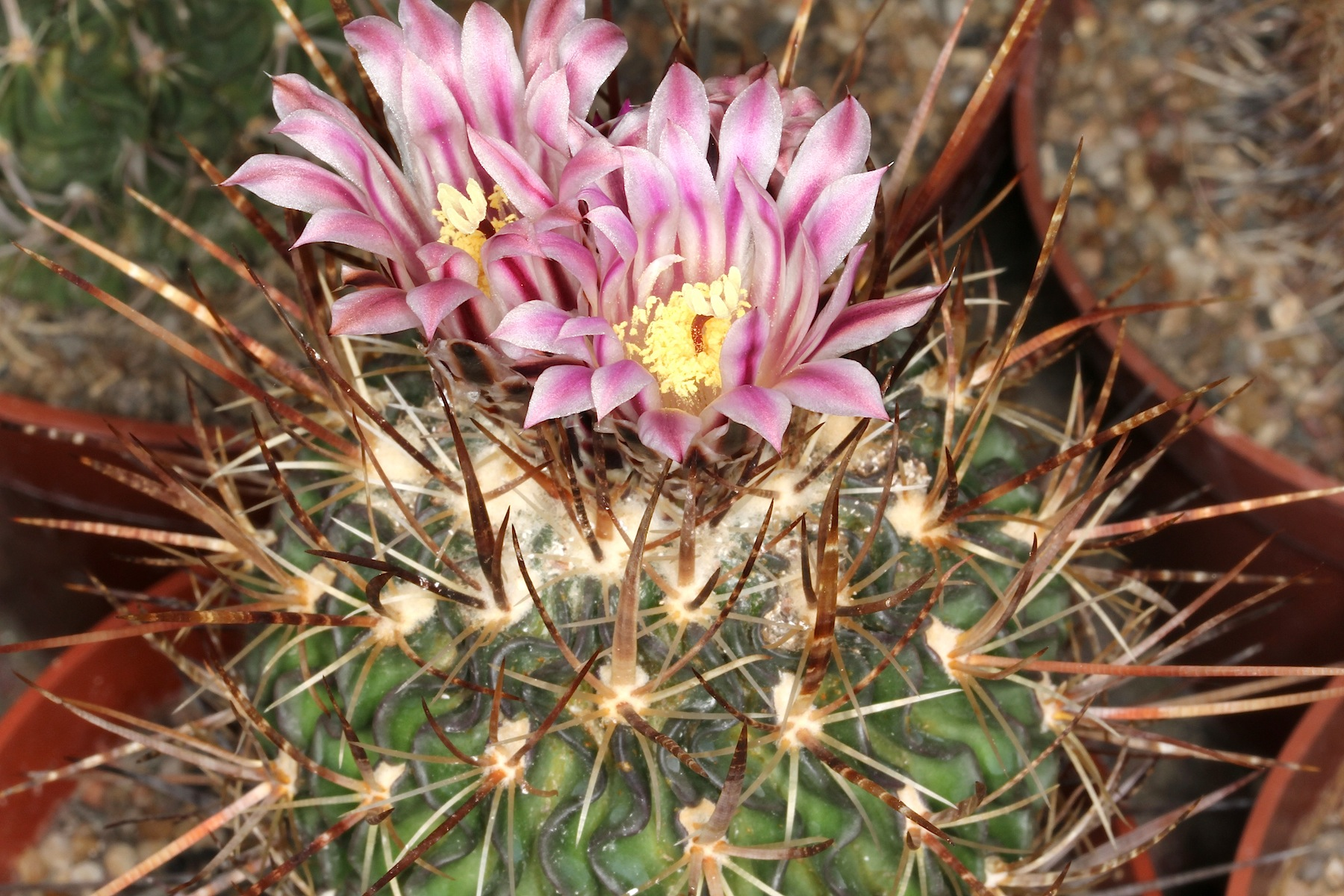